# Herb Rotterdamu

Herb Rotterdamu

Herb Rotterdamu jest oficjalnym symbolem miasta Rotterdam. Tarcza ma zielone tło symbolizujące Weene (ulicę Rotterdamu) przedzieloną białym pasem symbolizującym Rotte (rzekę), a na niej znajdują się cztery lwy na złotym tle: dwa czerwone i dwa czarne. Obok herbu znajdują się dwa trzymacze ukazane pod postacią złotych lwów. Pod tarczą znajduje się dewiza miasta – sterker door strijd, czyli silniejszy poprzez próby.
Herb został nadany miastu przez Wilhelma III z Hainaut oraz prowincje Hainaut w ramach podziękowań za poparcie w walce z Flamandami w 1304.
Po II wojnie światowej do herbu zostało dodane motto: Sterker door strijd, które zostało nadane miastu przez królową Wilhelmine.